# 塩飽本島マイペースマラソン大会
塩飽本島マイペースマラソン大会（しわくほんじまマイペースマラソンたいかい）は、香川県丸亀市の本島で行われているマラソン大会である。

## 概要
1983年4月3日に第1回大会が開催され、以降毎年春に開催されている。主催は本島校区連合自治会。本島中学校をスタート、ゴールとして、数々の歴史文化財や豊かな自然のある本島を巡るコースを走る。また、当マラソン参加者への特典として、塩飽勤番所や重要伝統的建造物群保存地区・笠島のまち並保存センターに無料で入場できる。
- A - 高校生以上(14,5km)
- B - 中学生以上(9,5km)
- C - 小学生(3,5km)
- オープン - 小学生以上(3,5km)